# Tankattack
Tankattack o Tank Attack è un videogioco strategico a turni di guerra tra veicoli corazzati, pubblicato a partire dal 1988 per i computer Amiga, Amstrad CPC, Amstrad PCW, Atari ST, BBC Micro, Commodore 64, Electron, MS-DOS e ZX Spectrum dalla società britannica CDS Software. Il videogioco è misto con un gioco da tavolo, in quanto la confezione originale include anche un tabellone e pedine di plastica, necessari per rappresentare la partita. La CDS aveva utilizzato con successo una formula simile nel 1987, con il gioco sportivo Brian Clough's Football Fortunes.
Tankattack venne progettato dagli svedesi Åke e Henrik Andersson, che sono anche gli sviluppatori delle versioni Commodore e Atari. Il videogioco deriva da un omonimo gioco da tavolo del 1977, opera degli stessi Andersson; l'originale utilizza un semplice apparecchio elettronico portatile che serve a determinare il risultato delle azioni aleatorie, sostituendo sistemi tradizionali come dadi o carte. Nella versione videogioco, il computer svolge una funzione simile a quella dell'apparecchio elettronico, con un'interfaccia più avanzata. Degli Andersson sono noti anche i videogiochi Wulfpack e Hi Q Quiz.
Venne annunciato un seguito intitolato Marineattack, mai pubblicato. Presumibilmente il seguito si sarebbe basato su un gioco da tavolo simile degli stessi autori, uscito nel 1978 almeno in Scandinavia, con il titolo Marinattack.
Esistono altri omonimi Tank Attack, almeno per Amiga, Commodore 16 e Apple II, ma non hanno alcun legame con questo.

## Modalità di gioco
Il gioco si svolge su una mappa esagonale sotto forma di reale tabellone di cartone di 40x40cm, con quattro serie di pedine di plastica, che rappresentano 8 carri armati e 4 autoblindo per ciascuna nazione. Il tabellone è diviso in quattro settori, ciascuno appartenente a una tra quattro nazioni immaginarie, praticamente equivalenti dal punto di vista strategico, a parte piccole variazioni nella mappa. Alcune caselle raffigurano strutture fisse o tipi di terreno con influenza su movimento e gittata delle unità.
Possono partecipare due, tre o quattro persone, mentre non esistono avversari computerizzati. Se si gioca in due giocatori è possibile controllare una o due nazioni a testa; in quattro giocatori si gioca due contro due; in tre si gioca due contro uno, ma il terzo dispone del doppio di unità. L'obiettivo è raggiungere e distruggere il quartier generale di ciascun nemico.
Mentre i giocatori muovono le pedine sul tabellone reale, si usa il computer per determinare tutti gli eventi aleatori e per tenere alcuni conteggi. All'inizio di ogni turno una schermata, che imita un giornale, riporta un bollettino per tutti i giocatori con le condizioni meteo, a volte indizi sul morale di una nazione, e notizie decorative. Quindi si passa alla schermata principale, divisa in tre parti: in alto le informazioni generali sul giocatore attuale, al centro l'area per messaggi ed eventi, in basso le icone animate con i comandi principali. Le quattro icone sono movimento, attacco a un'unità, attacco alla base e fine del proprio turno.
L'icona movimento si usa una sola volta a inizio turno e determina casualmente i punti di movimento a disposizione. Il valore dipende anche dal meteo e dal morale. Sul tabellone il giocatore può spartire come vuole i punti tra una o più unità, spostandole di una casella per punto; le autoblindo su terreno libero si spostano di due caselle per punto.
I combattimenti possono avvenire solo tra due unità alla volta, che si sparano da una distanza massima di 4 caselle. Al proprio turno, dopo i movimenti, ogni unità può sferrare un attacco e ogni unità avversaria può subirne uno. In battaglia i carri armati sono più potenti delle autoblindo, inoltre ogni carro armato può avere un livello di potenza relativo da 1 a 3 e ogni autoblindo da 1 a 2; il livello è indicato da piccole sporgenze sul retro di ogni pedina, e in teoria può essere tenuto nascosto agli avversari rivolgendo il muso delle pedine verso di loro, e rivelato solo quando la pedina entra in combattimento. A video, per ogni attacco si deve inserire il tipo esatto delle due unità e la distanza. Il computer mostra un'animazione dei due mezzi che si sparano e determina casualmente il risultato, tenendo conto di potenza, distanza, meteo e morale. Entrambi i mezzi possono risultare illesi, danneggiati o distrutti; se il proprietario lo desidera, e se almeno uno degli appositi cantieri alleati è libero, i mezzi danneggiati si possono riparare e quelli distrutti ricostruire (questi ultimi solo per l'attaccante), occupando il cantiere per un certo numero di turni gestiti dal computer, altrimenti sono eliminati. 
L'attacco alla base nemica ha sempre successo e sul computer consiste solo in un'animazione.
Il videogioco, almeno nelle versioni Commodore 64 e Amiga, uscì anche con completa traduzione in italiano.

## Accoglienza
Tankattack venne spesso descritto dalla critica dell'epoca come un wargame dalle regole molto semplici. Ottenne il più delle volte valutazioni discrete, ma anche alcune negative. In particolare secondo The Games Machine 15 la semplicità del wargame non giustificava l'insolita commistione tra videogioco e gioco da tavolo; il tutto si sarebbe potuto realizzare come puro videogioco, mostrando il tabellone a video, o come puro gioco da tavolo, con l'aggiunta di dadi e poco altro.